# Abu l-Aysh Ahmad
Abū l-ʿAysh Aḥmad ibn al-Qāsim Gannūn (Arabo أبو العيش أحمد بن القاسم كَنون; ... – 959) è stato il dodicesimo sultano della dinastia sciita degli Idrisidi del Maghreb al-Aqsa (attuale Marocco). Regnò dal 948 al 954.

## Biografia
Era figlio di al-Qāsim Gannūn, a cui succedette quando morì nel 948.

Quando salì al trono gli Idrisidi controllavano il Rif e la regione di Jbala, non controllando più Fez.
Inizialmente accettò la sovranità del Califfato di Cordova, facendo pronunciare la khuṭba in nome di ʿAbd al-Raḥmān III, abbandonando la politica del padre, che aveva giurato fedeltà ai Fatimidi.
Nel 952 tentò di edificare una città nella periferia dell'attuale Tetuan ma, a causa della sua vicinanza con Ceuta, il progetto fu visto come una minaccia dagli Omayyadi del Califfato di Cordova. 

Le tensioni tra i due regni aumentarono e Aḥmad non riconobbe più l'autorità omayyade. Il califfo di Cordova gli ordinò la cessione di Tangeri e, dopo il rifiuto di Aḥmad, un esercito andaluso assediò la città, dove era asserragliato il sultano idriside, che venne espugnata. Il grosso di ciò che rimaneva del regno idriside cadde sotto l'autorità degli Omayyadi di Cordova. Aḥmad si rifugiò nella regione di Baṣra e Assila (Aṣīla) - le ultime due città in mano agli Idrisidi -, abdicando nel 954 in favore del fratello al-Ḥasan ibn Gannūn.
Dopo l'abdicazione partì per al-Andalus (Spagna islamica), dove morì combattendo il jihād contro i cristiani iberici, (sommariamente chiamati Ifranj) nel 959, corrispondente al 348 dell'Egira.